# ام‌اس ریویرا
ام‌اس ریویرا (به انگلیسی: MS Riviera) یک کشتی است که طول آن ۷۸۵ فوت (۲۳۹٫۲۷ متر) می‌باشد. این کشتی در سال ۲۰۱۱ ساخته شد.